# Croick
Croick (Schots-Gaelisch: A' Chròic) is een dorp ten noorden van Trantlemore en Trantlebeg en ongeveer 11 kilometer ten zuiden van Melvich in de Schotse lieutenancy Sutherland in het raadsgebied Highland.